# Зилай (станция)
Зила́й — пассажирская железнодорожная станция Ижевского отделения Горьковской железной дороги в деревне Зилай Балезинского района Удмуртии. Открыта в 1945 году.
Зилай — последняя станция железной дороги Ижевск — Балезино перед её примыканием к северному ходу Транссибирской магистрали. Также Зилай является северной границей Ижевского региона ГЖД.
Станция не осуществляет продажу пассажирских билетов, потому что кассы на ней нет.